# Xanthorhoe acutangulata
Xanthorhoe acutangulata är en fjärilsart som beskrevs av Hugo Theodor Christoph 1887. Xanthorhoe acutangulata ingår i släktet Xanthorhoe och familjen mätare. Inga underarter finns listade i Catalogue of Life.